# BitChute
BitChute — відеохостинг, що надає послуги розміщення відеоматеріалів. Він був створений в січні 2017 року Реєм Вахай. Він створений як спосіб уникнути правил вмісту, які застосовуються на платформах, таких як YouTube. До свого закриття BitChute стверджував, що використовує пірингову технологію WebTorrent для розповсюдження відео, хоча це було оскаржено.